# Mark Coleman

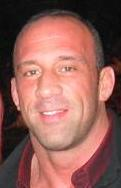
Mark Coleman (2005)

Mark Daniel Coleman (* 20. Dezember 1964 in Fremont, Ohio) ist ein ehemaliger US-amerikanischer Ringer und Mixed-Martial-Arts-Kämpfer. Er war Vize-Weltmeister 1991 im freien Stil im Schwergewichtsringen.

## Laufbahn

### Ringen
Mark Coleman begann als Jugendlicher an der Fremont St. Joseph’s High School mit dem Ringen. Er konzentrierte sich auf den freien Stil und wurde als High-School-Ringer zweimal Landesmeister von Ohio. Anschließend nahm er ein Studium an der Miami-University auf, das er an der Ohio-State-University fortsetzte. 1988 wurde er US-amerikanischer Studentenmeister (NCAA-Champion) im Halbschwergewicht (bis 90 kg Körpergewicht).
Die internationale Ringerkarriere von Mark Coleman begann bei der Panamerikanischen Meisterschaft 1990 in Colorado Springs. Er gewann dort das Turnier im Halbschwergewicht vor Jason Geris aus Kanada und Geovany Redmond aus Kuba. Zum besten Jahr in der Ringerlaufbahn von Mark Coleman wurde dann 1991: Er gewann in diesem Jahr in Havanna bei den Panamerikanischen Spielen im Schwergewicht vor John Matile aus Kanada und Angel Anaya Mayeta aus Kuba. Sehr erfolgreich war er auch bei der Weltmeisterschaft 1991 in Warna, denn er verlor dort im Schwergewicht erst im Endkampf gegen Leri Chabelowi aus der Sowjetunion und wurde damit Vize-Weltmeister.
1992 siegte er erneut bei der Panamerikanischen Meisterschaft im Schwergewicht vor Ari Michael Taub aus Kanada und Angel Anaya Mayete. Bei den Olympischen Spielen dieses Jahres in Barcelona scheiterte Mark Coleman kurz vor dem Eintritt in die Entscheidungsrunden an dem Deutschen Heiko Balz und kam dadurch nur auf den 7. Platz, der für ihn eine Enttäuschung war. 1995 besiegte er am Sunkist Open Tournament den späteren Olympiasieger Kurt Angle. In der Qualifikation zu den Olympischen Spielen 96 scheiterte er.

### Mixed Martial Arts
Am 12. Juli 1996 nahm Coleman an seinem ersten MMA-Wettkampf teil, an der Ultimate Fighting Championship-Veranstaltung UFC 10 - The Tournament, die als Turnier organisiert war. Er besiegte Moti Horenstein, Gary Goodridge und Don Frye und wurde Turniersieger. Darauf nahm er am 20. September 1996 am nächsten UFC-Turnier teil, wo er zuerst Julian Sanchez und Brian Johnston besiegte, und dann wegen Ausfällen ohne Finalkampf abermals Turniersieger wurde.
Probleme mit den Schilddrüsen zwangen Coleman eine Pause einzulegen, bis er am 7. Februar 1997 an der UFC 12 auf Dan Severn traf, der nach 2:59 aufgeben musste. Damit gewann Coleman den ersten Schwergewichtstitel in der Geschichte der UFC. Zur Verteidigung des Titels musste Coleman am 27. Juli 1997 an der UFC 14 gegen den Kickboxer und Extreme Fighting Heavyweight Champion Maurice Smith antreten. Coleman hatte sich schlecht vorbereitet und nahm Smith nach eigenen Angaben zu wenig ernst. Der Kampf ging über die volle Länge und die Kampfrichter erklärten Smith zum Sieger, womit Coleman seinen Titel abgeben musste.
Am nächsten Event, an dem Coleman teilnahm, der UFC 17 vom 15. Mai 1998, ging er durch einen Tritt von Pete Williams K. o. Auch im nächsten Kampf, an der UFC 18: Road to the Heavyweight Title am 8. Januar 1999, wurde Coleman besiegt, diesmal von Pedro Rizzo. So beschloss er nach drei Niederlagen in Folge beim japanischen Promoter Pride FC anzutreten. In seinem Debüt bei Pride 5 am 29. April 1999 unterlag er Publikumsliebling Nobuhiko Takada, doch in seinem nächsten Kampf, am 21. November 1999 bei der Pride 8, konnte er gegen Ricardo Morais endlich wieder einen Sieg verbuchen.
Am 20. Januar 2000 fand im Tokyo Dome die Eröffnungsrunde des Turniers Pride Grand Prix 2000 statt. Der Karateka und MMA-Neuling Masaaki Satake musste nach einer Minute und 14 Sekunden gegen Coleman aufgeben. In der Finalrunde am 1. Mai besiegte Coleman in seinem ersten Kampf Akira Shoji nach Punkten. Sein Halbfinalgegner, Kazuyuki Fujita, hatte sich bei seinem vorherigen Kampf verletzt und sein Trainer warf gleich zu Beginn des Kampfes das Handtuch. So gelangte Coleman ins Finale, in welchem er gegen den seit 32 Kämpfen ungeschlagenen Ihor Wowtschantschyn antrat. In der zweiten Runde gewann Coleman das Turnier, nachdem sein Gegner aufgab.
Mark Coleman legte eine Pause ein und kehrte am  25. März 2001 bei Pride 13 in den Ring zurück. Er besiegte Allan Goes durch Technischen K.o. Sein nächster Kampf war bei der Veranstaltung Pride 16 am 24. September 2001, an welcher er auf Antônio Rodrigo Nogueira traf. Nach sechs Minuten und 10 Sekunden musste Coleman aufgeben. Anschließend nahm er wiederum eine Pause vom MMA, bis er 2002 gegen seinen früheren Gegner Don Frye antreten sollte. Doch weil sich Coleman vor dem Kampf verletzte, kam die Begegnung erst am 8. Juni 2003 an der Pride 26 zustande. Coleman gewann auch den zweiten Kampf gegen Frye, der sich im MMA zuvor neben Coleman nur einem weiteren Gegner geschlagen geben musste,  nach Punkten. Darauf stand ein Kampf gegen den Schwergewichtsmeister und in der Pride FC bisher ungeschlagenen Fjodor Jemeljanenko an und verlor per Submission nach zwei Minuten und elf Sekunden in der ersten Runde. Auch seinem nächsten Gegner, dem Kickboxer Mirko Filipović, musste sich Coleman an der Pride 29 am 20. Februar 2005 geschlagen geben. Es war die zweite K.o.-Niederlage seiner Karriere.
Am 9. Oktober 2005 nahm Coleman am Bushido Europe - Rotterdam Rumble teil, wo er Milco Voorn in der ersten Runde zur Aufgabe zwang. Daraufhin trat er an der Pride 31 am 26. Februar 2006 gegen Mauricio Rua an, der sich nach weniger als einer Minute nach einer Coleman-Attacke so schwer den Arm verletzte, dass der Kampf gestoppt werden musste, woraufhin es zu Tumulten zwischen den Teammitgliedern der beiden Kämpfer kam. An der nächsten Pride-Veranstaltung, die am 21. Oktober 2006 in Las Vegas stattfand, kam es zu einem Rückkampf gegen Emelianenko, den Coleman in der zweiten Runde erneut durch Submission verlor.
Der Rückkampf gegen Rua fand am 17. Januar 2009 bei der UFC 93 statt, in deren Hall of Fame Coleman mittlerweile aufgenommen worden war. Er verlor in der dritten Runde durch Technischen K.o. Sein nächster Kampf war an der UFC 100 am 11. Juli 2009, in welchem er Stephan Bonnar nach Punkten besiegte. An der UFC 109 vom 6. Februar 2010 trat er am Hauptkampf des Abends gegen Randy Couture an. Coleman musste in der zweiten Runde aufgeben und wurde in Folge aus der UFC entlassen.
Coleman bestritt 26 MMA-Kämpfe, davon 16 Siege und zehn Niederlagen.

## Internationale Erfolge als Ringer
(OS = Olympische Spiele, WM = Weltmeisterschaft, F = freier Stil, Hs = Halbschwergewicht, S = Schwergewicht, damals bis 90 kg bzw. 100 kg Körpergewicht)
- 1990, 1. Platz. Pan Amerikanische Meisterschaft in Colorado Springs, F, Hs, vor Jason Geris, Kanada u. Geovany Redmond, Kuba;
- 1991, 1. Platz. Pan Amerikanische Spiele in Havanna, F, S, vor John Matile, Kanada u. Angel Anaya Mayeta, Kuba;
- 1991, 2. Platz. WM in Warna, F, S, hinter Leri Chabelowi, Sowjetunion u. vor Heiko Balz, Deutschland, Kim Tae-woo, Südkorea u. Sándor Kiss, Ungarn;
- 1992, 1. Platz. „Roger-Coulon“-Memorial in Carcassonne, F, S, vor Heiko Balz u. Sanassar Howhannisjan, Frankreich;
- 1992, 1. Platz. Pan Amerikanische Meisterschaft, F, S, vor Ari Michael Taub, Kanada u. Angel Anaya Mayeta;
- 1992, 7. Platz. OS in Barcelona, F, S; Sieger: Leri Chabelowi vor Heiko Balz, Ali Kayalı, Türkei u. Kim Tae-woo